# Siegfried Meister
Siegfried Meister (* 9. Januar 1903 in Geisingen; † 31. Oktober 1982 in Oberderdingen) war ein deutscher Ingenieur und Politiker (CDU).

## Leben und Beruf
Meister besuchte zunächst eine private Heimschule. Anschließend absolvierte er technische und wirtschaftliche Studien, die er mit dem Abschluss als Oberingenieur beendete. Er arbeitete in der Großindustrie, war langjähriger Berater der Chinesischen Nationalregierung in Nanking und wurde zeitweise der Handelsabteilung der Chinesischen Botschaft in Berlin zugeteilt. Bei Ausbruch des Zweiten Weltkrieges wurde er in Französisch-Indochina interniert. Nach dem Waffenstillstand von Compiègne kehrte Meister nach Deutschland zurück und war dort als Betriebsführer in einem Industriewerk tätig. Nach dem Kriegsende beteiligte er sich am Aufbau der süddeutschen Niederlassung eines industriellen Großbetriebes.

## Partei
Meister trat nach 1945 in die CDU ein, wurde zum Vorsitzenden des CDU-Kreisverbandes Karlsruhe-Land gewählt und gehörte dem Landesvorstand der CDU Nordbaden an.

## Abgeordneter
Meister war Ratsmitglied der Gemeinde Flehingen und zwei Wahlperioden lang Kreistagsmitglied des Kreises Karlsruhe. Von 1960 bis zu seiner Mandatsniederlegung am 31. Oktober 1965 war er Mitglied des baden-Württembergischen Landtages. Dem Deutschen Bundestag gehörte er von 1965 bis 1972 an. Im Parlament vertrat er den Wahlkreis Pforzheim – Karlsruhe-Land I. Außerdem war er von 1970 bis 1973 Mitglied des Europäischen Parlamentes.

## Ehrungen
- 1972: Großes Verdienstkreuz der Bundesrepublik Deutschland